# NGC 5365B
NGC 5365B (другие обозначения — ESO 271-9, MCG -7-29-3, IRAS13555-4343, PGC 49750) — галактика в созвездии Центавр.
Этот объект не входит в число перечисленных в оригинальной редакции «Нового общего каталога» и был добавлен позднее.